# Томари
Томари (рус. Томари) град је у Русији у Сахалинској области.

## Становништво
| 1959. | 1970. | 1979. | 1989. | 2002. | 2010. |
| ----- | ----- | ----- | ----- | ----- | ----- |
| 9.909 | 7.889 | 7.797 | 8.121 | 5.338 | 4.541 |